# Municipio de Bowen (condado de Madison)
El municipio de Bowen (en inglés: Bowen Township) es un municipio ubicado en el condado de Madison en el estado estadounidense de Arkansas. En el año 2010 tenía una población de 486 habitantes y una densidad poblacional de 5,84 personas por km².

## Geografía
El municipio de Bowen se encuentra ubicado en las coordenadas 35°58′31″N 93°43′22″O / 35.97528, -93.72278. Según la Oficina del Censo de los Estados Unidos, el municipio tiene una superficie total de 83.2 km², de la cual 82,91 km² corresponden a tierra firme y (0,34 %) 0,28 km² es agua.

## Demografía
Según el censo de 2010, había 486 personas residiendo en el municipio de Bowen. La densidad de población era de 5,84 hab./km². De los 486 habitantes, el municipio de Bowen estaba compuesto por el 95,68 % blancos, el 0,41 % eran amerindios, el 0,41 % eran isleños del Pacífico, el 1,23 % eran de otras razas y el 2,26 % eran de una mezcla de razas. Del total de la población el 3,5 % eran hispanos o latinos de cualquier raza.